# Джонсон, Роберт Ли
Роберт Ли Джонсон (англ. Robert Lee Johnson; 1922 — 18 мая 1972) — сержант США, агент советской разведки с 1953 года. Служил в американском армейском подразделении в Берлине, где вступил в контакт с сотрудниками КГБ и был ими завербован.Также завербовал своего друга – сержанта Джеймса Аллена Минткенбо. Начиная с 1961 года, когда он стал охранником в центре фельдъегерской связи в Орли, регулярно поставлял разведке копии секретных документов. В 1962 году Джонсону удалось с помощью КГБ прочесть код хранилища этих материалов и изымать их на время. Материалы передавались поддерживавшим с ним связь советским разведчикам, фотографировались и возвращались в хранилище. По возвращении в США Джонсон работал в Пентагоне. В связи с угрозами жены выдать его властям бежал, но вскоре сдался (1964). По некоторым данным, был выдан перебежчиком Ю. Носенко. 
В 1965 году вместе с Минткенбо был осуждён на 25 лет.
В 1972 году был убит своим сыном во время тюремного свидания.